# Nicolás Massú
Nicolás Alejandro Massú Fried (Viña del Mar; 10 de octubre de 1979) es un extenista y entrenador chileno.
Durante su carrera juvenil obtuvo el título de uno de los 9 torneos más importantes juveniles, Copa Internacional Casablanca, llevado a cabo en México en las instalaciones de Club Casablanca Satélite en el año de 1997. La copa Casablanca es considerada como un semillero de grandes figuras del tenis como Roger Federer, quien también pisó las instalaciones de Club Casablanca Satélite un año antes, en 1996. 
En el Circuito Mundial de la ATP ganó siete títulos, seis individuales (uno olímpico, un ATP 500 y cuatro ATP 250) y uno en dobles (olímpico). Es el único tenista masculino de la era profesional en obtener dos medallas de oro en una edición de los Juegos Olímpicos, en Atenas 2004. Individualmente alcanzó la final del Masters de Madrid en 2003 y consiguió el Torneo de Kitzbühel en 2004. Su mejor puesto en la Clasificación de la ATP individual fue el noveno en 2004 y en dobles, el 31.º en 2005.
Representó a Chile en la Copa Davis (cuartofinalista en 2006 y 2010), en la Copa Mundial por Equipos (campeón en 2003 y 2004), y es el «mejor deportista olímpico de Chile en la historia». Fue el «mejor tenista masculino individual de Chile» en las temporadas 2003 y 2004. Es el capitán del equipo de Copa Davis desde 2014. Desde 2019 hasta 2023 fue entrenador del tenista austriaco Dominic Thiem.

## Principales logros
A nivel individual sus mayores logros son haber obtenido el título de la Copa Mundial Juvenil Casablanca en 1997 con tan solo diecisiete años de edad, haber ganado la medalla de oro en Atenas 2004 frente a Mardy Fish; la final conseguida en el Masters Series de Madrid 2003, perdida ante el número uno de aquel entonces, el español Juan Carlos Ferrero; el título en el International Series Gold de Kitzbuhel 2004 (equivalente a un ATP 500 actual) frente a Gastón Gaudio; otros cuatro títulos ATP: Buenos Aires 2002, Amersfoort 2003, Palermo 2003, Costa do Sauipe 2006; y otros ocho torneos challengers. Además de Madrid, ha disputado otras ocho finales ATP.
En dobles destaca la medalla de oro en Atenas 2004 junto con Fernando González y otras 2 finales ATP. A nivel de equipo fue ganador dos veces consecutivas en la Copa del Mundo por Equipos en Düsseldorf en 2003 y 2004, junto con Fernando González y Marcelo Ríos. En la Copa Davis tienen un récord de 20-9 en individuales y 10-8 en dobles.
Otros logros generales son llegar a la lista de los diez mejores tras alcanzar la posición número 9 en 2004, y haber terminado diez temporadas seguidas entre los 100 mejores jugadores de la clasificación mundial (entre 1999 y 2008). Obtuvo más de 250 victorias como profesional. El jugador mejor clasificado que venció fue Andy Roddick (2.º) en el Masters de Madrid de 2003 en España. En su carrera ha logrado derrotar a casi todos los ex número uno que ha enfrentado, entre ellos está Roger Federer, Juan Carlos Ferrero, Andy Roddick, Carlos Moyá, Marat Safin y Gustavo Kuerten.

## Trayectoria deportiva

### Etapa juvenil

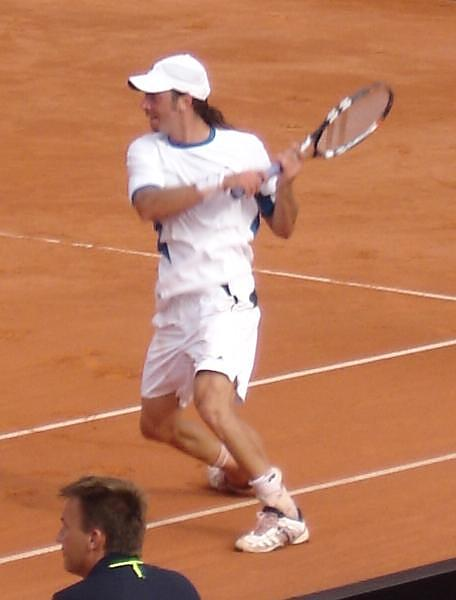
Massú en Kitzbühel 2005.

Nació en 1979 en la ciudad de Viña del Mar, en el seno de una familia chilena de origen libanés y judío. Su abuelo, Ladislao Fried, lo inició en el tenis en su infancia. Sus primeros clubes fueron ATNZ y Valle Dorado, en Villa Alemana.
En sus inicios participó en pequeños torneos, demostrando en cada partido su dedicación y talento natural, junto a su amigo de infancia Fernando Valderrama. Su carrera se internacionalizó gracias a dos triunfos que cosechó mientras jugaba en la división Júnior: Ganó el Orange Bowl sub-18, al ganar en la final al peruano Rodolfo Rake; y luego conquistó en 1997 el primer lugar en dobles en Wimbledon junto con el tenista peruano Luis Horna y en el Abierto de Estados Unidos, teniendo como compañero a su compatriota, Fernando González. A fin de año recibió en Francia el reconocimiento como el «mejor doblista masculino juvenil del mundo» en 1997, integrándose al circuito internacional.
Para perfeccionar su juego, ingresó en la academia de Nick Bollettieri en Estados Unidos, donde entrenó junto a Marcelo Ríos y al preparador físico Manuel Astorga. Después viajó a España, para incorporarse al Centro de Alto Rendimiento de Barcelona, con el técnico Luis Riba.

### Inicio profesional (1997-2002)
Nicolás entró en el circuito profesional en el año (1997) con 17 años de edad. Sus primeros logros como profesional los consiguió en 1998 al ganar los Futures España F6 y España F7 y perder otras 3 finales. Más tarde ganó su primer challenger en Quito ante el mexicano Mariano Sánchez.
En 1999 lograría alzarse con tres diferentes challengers, la Copa Ericsson en Santiago, Biella disputada en Italia, y nuevamente Quito. Además de una final en Guadalajara. Gracias a esto Nicolás lograría terminar el año por primera vez dentro de los Top 100, en el puesto N°97.
En 2000 Nicolás comienza a habituarse a los campeonatos ATP disputando su primera final en Orlando, perdiendo ante su compatriota y amigo Fernando González. Alcanzó en varias ocasiones los cuartos de final, además de ganar sus primeros partidos en Masters Series y Grand Slam.
En los Juegos Olímpicos de Sídney, después de que Marcelo Ríos se negara a hacerlo por diferencias con la organización chilena, Nicolás fue designado para ser el abanderado nacional en la ceremonia de apertura. Terminaría el año como N°87 del mundo.
En 2001 Nicolás disputaría su segunda final ATP en el Torneo de Adelaida perdiéndola ante Tommy Haas. Terminaría el año como N°80 del mundo.
A comienzos del 2002 Nicolás logra alcanzar su primer título ATP derrotando en la final del Torneo de Buenos Aires al argentino Agustín Calleri por un 2-6 7-6 y 6-2. Terminaría el año como N°56 del mundo.

### Apogeo (2003-2004)

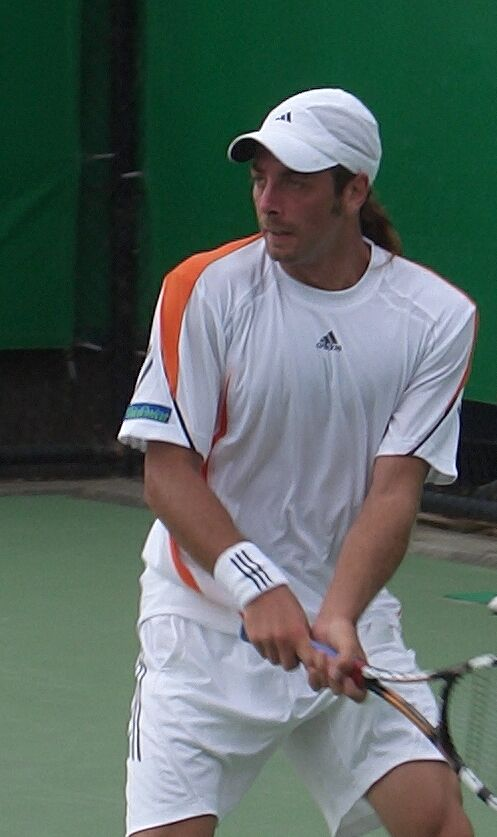
Nicolás en el Abierto de Australia de 2006.

El año 2003 sería la explosión de Nicolás como profesional. Nicolás lograría su segundo título al derrotar a Raemon Sluiter como local en el Torneo de Amersfoort en Países Bajos por 6-4 7-6 6-2. A la semana siguiente perdería la final de Kitzbühel, Austria ante el argentino Guillermo Coria. Luego perdería nuevamente en una final, esta vez en el Torneo de Bucarest ante David Sánchez. Pero Massú consiguió de nuevo un título al ganar en el Torneo de Palermo frente al francés Paul-Henri Mathieu por 1-6 6-2 7-6. Más adelante alcanzaría una nueva final, pero esta vez en un torneo de la serie máster, el Masters de Madrid perdiendo ante el español N.º 1 del mundo Juan Carlos Ferrero. Además lograría ganar el Challenger de Szczecin en Polonia, y otra final en Bermuda. Representando a Chile junto a Marcelo Ríos, Fernando González y Adrián García, ganaría la Copa Mundial por Equipos en Düsseldorf, Alemania dando un triunfo sin precedentes a su país y sellando un gran año a nivel individual y colectivo.
Nicolás terminaría un gran 2003 bordenado el Top Ten en el puesto N°12 del ranking mundial.
Durante 2004 continúa con un gran nivel de juego lo que le permite alcanzar los cuartos de final en el Masters de Roma. Además lograría alzarse nuevamente en un campeonato ganando en el ATP 500 de Kitzbühel ante el argentino Gastón Gaudio por 7-6 y 6-4.
En agosto de 2004 junto a Fernando González, gana la final de dobles de los Juegos Olímpicos de Atenas a los alemanes Rainer Schuettler y Nicolas Kiefer luego de tener 4 puntos de partido en contra en el tie break del 4.º set, consiguiendo así la primera medalla de oro para Chile. Al día siguiente Massú obtuvo su segundo oro olímpico, al vencer en la final de los individuales, en un agónico partido, al estadounidense Mardy Fish. Cuando, junto a González regresaron al país, fueron recibidos como héroes por la multitud que los esperaba para vitorearlos. Desde el aeropuerto su primera parada fue el Palacio Presidencial La Moneda, donde junto al Presidente de la República, Ricardo Lagos, se asomaron al balcón del segundo piso para saludar a miles de sus incondicionales hinchas.
Además de las medallas olímpicas, Nicolás lograría alcanzar otro triunfo a nivel nacional. Nuevamente junto a Fernando González, sumado a Adrián García, lograría por segundo año consecutivo ganar la Copa Mundial por Equipos de Düsseldorf. Nicolás ganaría la final derrotando al australiano Mark Philippoussis por 6-3 y 6-1.
Nicolás terminaría el año como N°19 de mundo, pero en septiembre luego de las medallas de oro alcanzaría su mejor posición en el ranking hasta hoy; la N.º 9.

### Continuidad en el circuito (2005-2008)

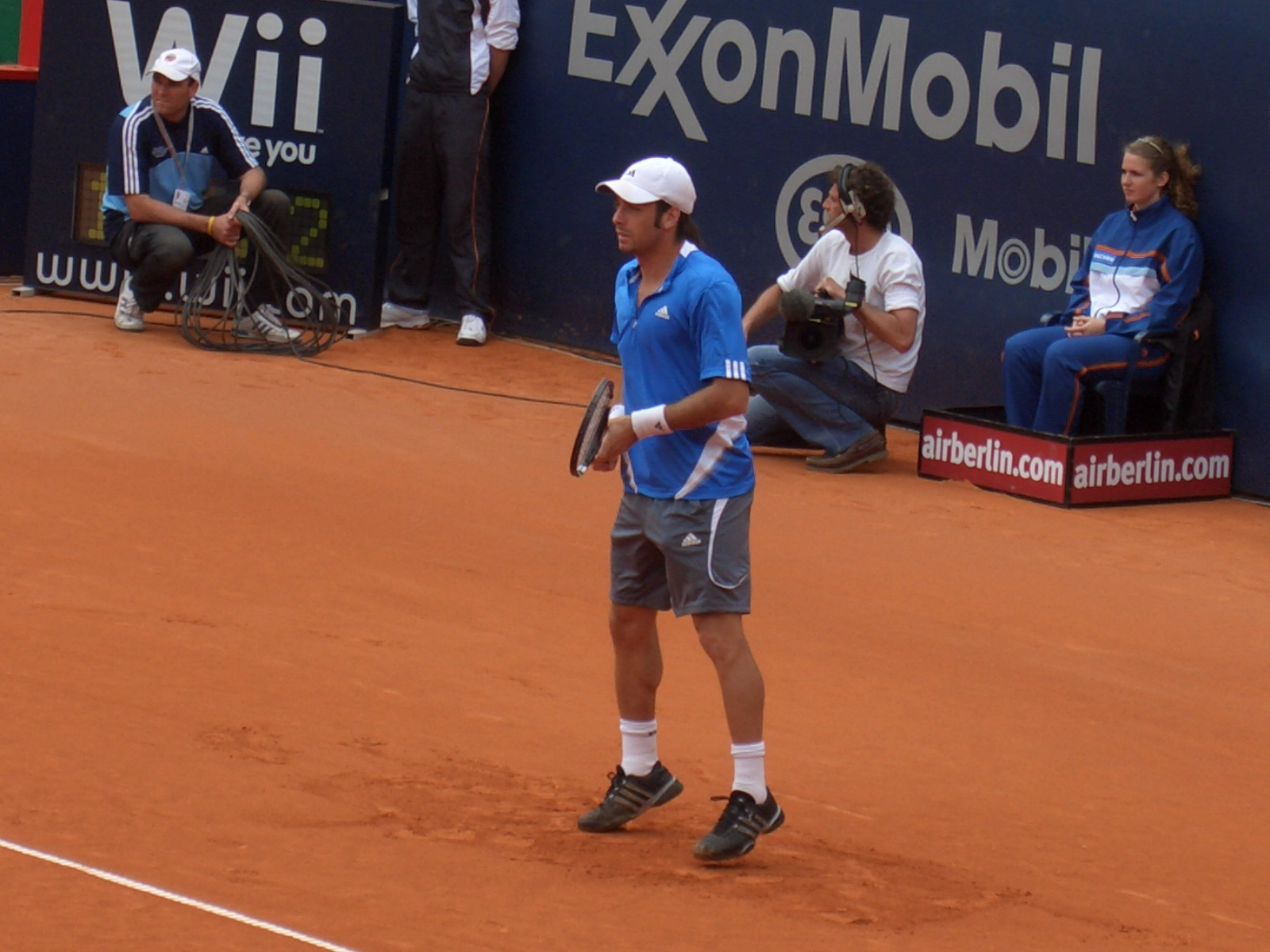
Nicolás Massú durante el Masters de Hamburgo de 2007.

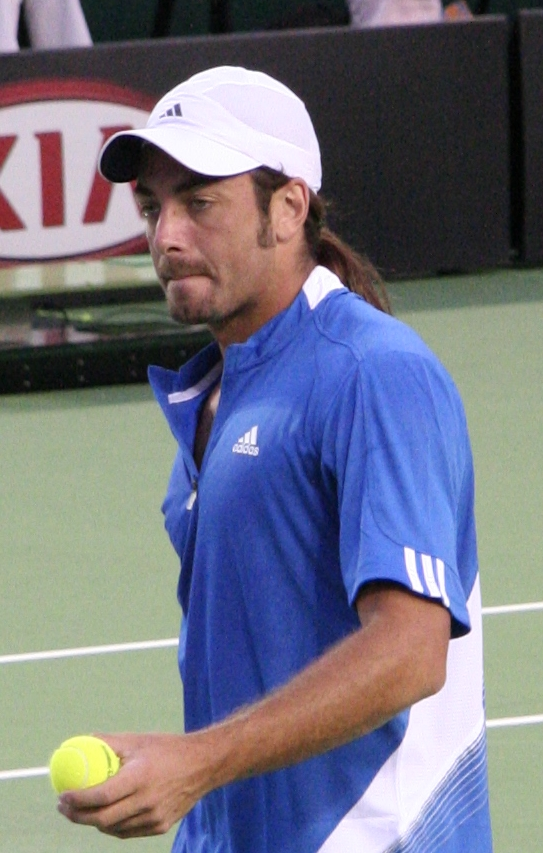
Nicolás Massú durante el Abierto de Australia 2007.

El año 2005 Nicolás tiene dificultades para mantener el nivel mostrado durante los años anteriores, destacándose los octavos de final en el Abierto de Estados Unidos y las semifinales en Kitzbühel y el Torneo de Gstaad. Como consecuencia Nicolás sale de los primeros 50 del mundo terminando el año como N°65 del ranking.
En 2006 destaca la final en su ciudad natal en el Torneo de Viña del Mar, perdida
en manos del argentino José Acasuso y el título obtenido en el Torneo de Costa do Sauipe ante el español Alberto Martín. Además alcanzaría las finales de Casablanca y Amersfoort. Terminaría el año como N°44 del ranking mundial.
En 2007 Nicolás bajaría su nivel de juego destacando solo la final alcanzada por segunda vez en su local Viña del Mar perdiendo ante Luis Horna. Terminaría el año como N°77 del ranking.
A principios del 2008, Massú sale por primera vez después de 10 años del Top 100, y como consecuencia de esto, pierde el número dos de Chile en manos de Paul Capdeville. Luego de esto, Nicolás asumiría su nivel de juego y volvería a jugar torneos de categoría Challenger, y gracias a esto obtendría buenos resultados coronándose campeón en Florianópolis y Rijeka, y perdiendo la final de Belo Horizonte y la de Montevideo, esta última por ausentarse debido a una lesión. Sus buenos desempeños en los torneos challengers le permitieron volver al segundo puesto nacional y pasar de haber estado en el puesto Nº138 en julio, a terminar el año como Nº77 del mundo, demostrando una alza en su rendimiento y un espíritu de lucha increíble, como lo ha demostrado a lo largo de toda su carrera. Además terminaría por décimo año consecutivo entre los cien mejores jugadores del mundo, logro inédito para el tenis nacional.

### Declive y lesiones (2009-2013)
Para el año 2009 Nicolás cuenta con el ranking necesario para jugar torneos del ATP Tour sin embargo los resultados no son positivos por lo que vuelve a jugar torneos challengers para mantenerse en el Top 100. Sus victorias más importantes en el circuito fueron ante Mardy Fish en el Masters de Miami y ante David Ferrer en el Torneo de Umag, en donde logró llegar hasta cuartos de final; su mejor actuación en el año. En octubre logra alcanzar la final del Challenger de Santiago perdiendo ante el argentino Eduardo Schwank, y el 22 de noviembre logra el campeonato en el challenger de Cancún al vencer en la final al Esloveno Grega Žemlja por 6-3 7-5, sin embargo Nicolás termina la temporada por primera vez en 11 años fuera del Top 100, ubicándose en la posición Nº112 y logrando un récord de sólo 7 victorias y 12 derrotas en torneos del ATP Tour.
A comienzos de 2010 Nicolás logra meterse nuevamente entre los top 100 al alcanzar la final del challenger de Salinas y los cuartos de final del Torneo de Houston. Sin embargo el resto del año obtendría malos resultados por lo que finalizaría como N°186 del mundo con 3 victorias y 7 derrotas.
En el año 2011 Nicolás bajaría dramáticamente en el ranking debido a los malos resultados ahora también en torneos challengers. Sufre de constantes pequeñas lesiones que no le permiten retomar su nivel. Termina la temporada en el puesto 453 con un récord de 0-3 en campeonatos ATP y 4-11 en challengers. Pese a la mala temporada sufrida Massú ha declarado su intención de continuar en el tour un par de años más.
El 2012 comienza recibiendo un wildcard para jugar el Torneo de Viña del Mar 2012, donde enfrentó al joven argentino Federico Delbonis. Sin embargo es derrotado por 6-0 6-3, continuando sin poder ganar un partido de nivel ATP desde el 5 de abril de 2010 en el Torneo de Houston de ese año.
Debido a las constantes lesiones y a su bajo ranking Nicolás no logra obtener una invitación para los Juegos Olímpicos de Londres 2012.
En 2013 cambia de entrenador al contratar a Horacio de la Peña para poder volver a su mejor nivel. Recibe una invitación para jugar en Viña del Mar en lo que es su decimosexta participación en el torneo, donde perdió en primera ronda ante Albert Montañés por 7-6 3-6 4-6. Luego de nueve derrotas consecutivas en primera ronda de torneos challengers Massú declara que jugará todo este año y a finales del mismo evaluará si continúa otro año más dependiendo de sus resultados. Finalmente el 27 de agosto de 2013 anuncia su retiro definitivo del tenis profesional.
 Termina el año con un récords de 2-10 en challengers y 0-1 en ATP.

### Retiro y despedida

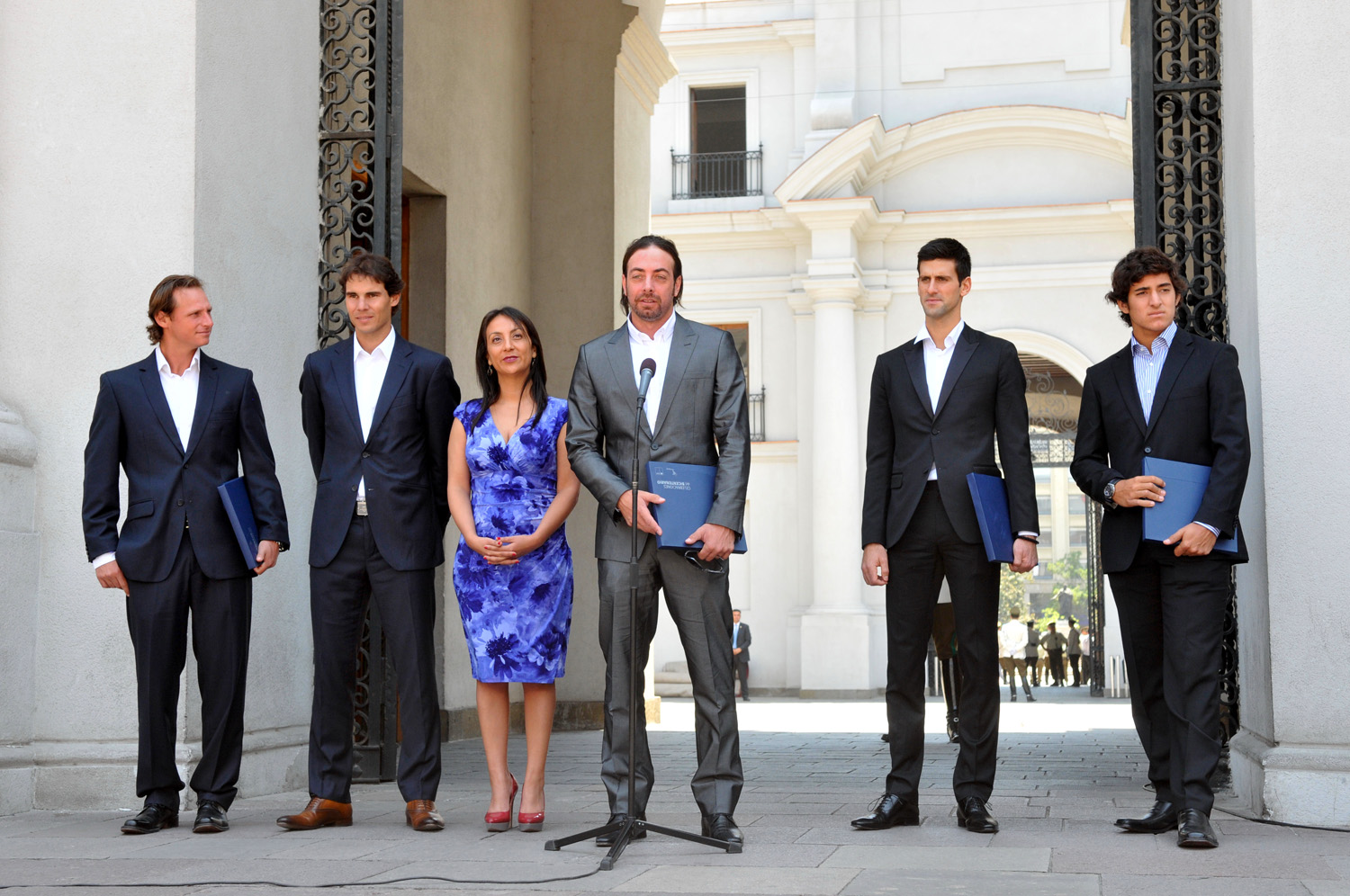
Massú acompañado por David Nalbandián, Rafael Nadal, Novak Djokovic, Christian Garín y la ministra Cecilia Pérez Jara, en el Palacio de La Moneda.

Tras confirmar su retiro, Massú se integró a la dirección del Equipo chileno de Copa Davis como capitán, en reemplazo de Belus Prajoux, para iniciar el año 2014. Estará asistido por el también extenista Marcelo Ríos.
Definió su despedida para el 20 de noviembre de 2013, donde enfrentó al argentino también recientemente retirado David Nalbandián, derrotándolo por 6-4 y 6-2. Luego de este encuentro se realizó un partido de exhibición entre los número 1 y 2 del mundo, Rafael Nadal y Novak Djokovic, hecho inédito en el país, ambos realizados en el Movistar Arena.

### Homenajes
Fue invitado en 2004 por el presidente de Chile Ricardo Lagos al Palacio de La Moneda en Santiago, donde se asomó a un balcón del segundo piso para saludar a miles de personas. En 2015 la Federación Internacional de Tenis le entregó un trofeo del Premio Compromiso por haber jugado un mínimo de 20 series en la Copa Davis, durante su Reunión General Anual realizada en el Hotel Marriott Santiago.

## Copa Davis
Nicolás Massú tiene una larga trayectoria en Copa Davis ya que se inició en 1996 ante Canadá con tan solo 16 años y 188 días de edad, convirtiéndose en ese momento en el jugador más joven en representar a Chile y fue durante 16 años el jugador más joven en haber representado a Chile en dicha competencia, hasta que Christian Garín, disputó la serie contra Italia en 2012. A excepción del año 2003, ha sido convocado para representar Chile en cada año desde entonces, habiendo disputado 49 encuentros en total. Su récord histórico es de 32-18; 22-9 en individuales y 10-9 en dobles. Junto a Fernando González han sido el mejor equipo de dobles de la historia del Equipo de Copa Davis de Chile con un récord de 9-4. El mejor resultado alcanzado por el equipo mientras Nicolás fue participante fue los cuartos de final en 2006 siendo derrotados por el equipo estadounidense. Massú se ha destacado siempre por su capacidad de lucha en estos encuentros lo que se ha plasmado en maratónicos partidos logrando muchas veces triunfos ante rivales mejores clasificados que él. De hecho tiene el récord del partido más largo en la historia del equipo de Copa Davis de Chile derrotando en septiembre de 2009 al austríaco Stefan Koubek por 6-4 4-6 6-4 y 7-6(6) en 5 horas y 14 minutos convirtiéndose además en el partido de cuatro sets más largo de la historia del tenis.

## Estilo de juego

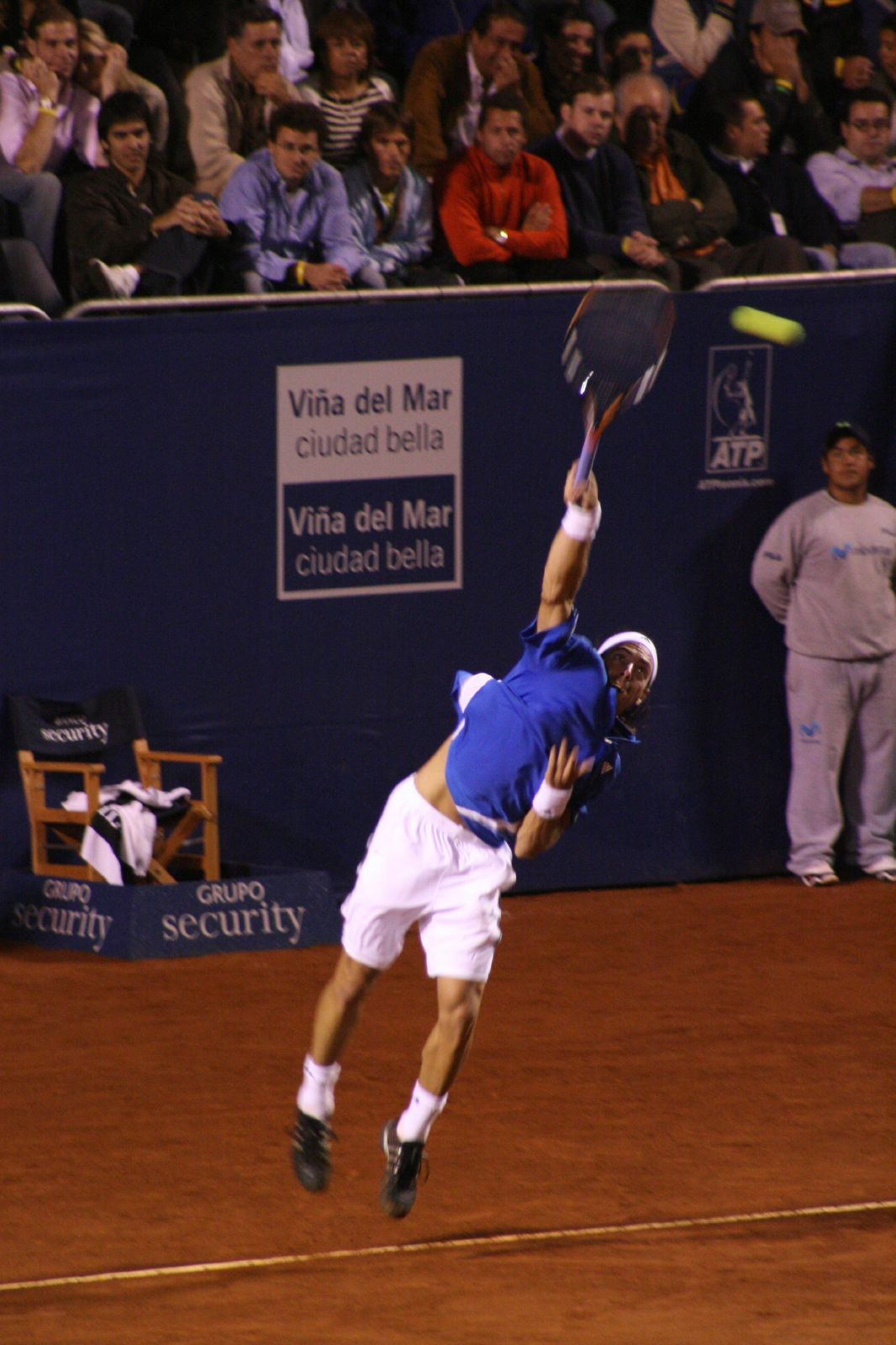
Massú ejecutando un «primer servicio» en el Chile Open de 2007.

Se caracterizaba por su juego aguerrido y potente dentro de la cancha. Presentaba desarrollo muscular y empleaba una raqueta del modelo Babolat Pure Storm. Era diestro con revés a dos manos. En el Circuito de la ATP, su bestia negra fue Juan Ignacio Chela (1-6).

## Clasificación histórica
| Torneo                     | 1996 | 1997         | 1998         | 1999         | 2000  | 2001         | 2002         | 2003         | 2004  | 2005         | 2006         | 2007         | 2008 | 2009         | 2010         | 2011         | 2012 | 2013 | V–D        |
| -------------------------- | ---- | ------------ | ------------ | ------------ | ----- | ------------ | ------------ | ------------ | ----- | ------------ | ------------ | ------------ | ---- | ------------ | ------------ | ------------ | ---- | ---- | ---------- |
| Grand Slam                 |      |              |              |              |       |              |              |              |       |              |              |              |      |              |              |              |      |      |            |
| Abierto de Australia       | A    | A            | A            | A            | A     | 1R           | 1R           | A            | 1R    | 2R           | 1R           | 1R           | 1R   | 1R           | A            | Q3           | A    | A    | 1–8        |
| Roland Garros              | A    | A            | A            | A            | 2R    | 1R           | A            | 2R           | 3R    | 1R           | 3R           | 2R           | Q2   | 2R           | 1R           | A            | A    | A    | 8–9        |
| Wimbledon                  | A    | A            | A            | A            | 1R    | 3R           | 1R           | 2R           | 1R    | 2R           | 1R           | 1R           | A    | A            | 1R           | A            | A    | A    | 4–9        |
| US Open                    | A    | A            | A            | A            | 1R    | 2R           | 3R           | 3R           | 2R    | 4R           | 2R           | 1R           | Q2   | 1R           | A            | A            | A    | A    | 9–9        |
| Victorias – Derrotas       | 0–0  | 0–0          | 0–0          | 0–0          | 1–3   | 3–4          | 2–3          | 4–3          | 3–4   | 4–4          | 3–4          | 1–4          | 0–1  | 1–3          | 0–2          | 0–0          | 0–0  | 0–0  | 22–35      |
| ATP Masters Series         |      |              |              |              |       |              |              |              |       |              |              |              |      |              |              |              |      |      |            |
| Indian Wells               | A    | A            | A            | A            | A     | 2R           | A            | A            | 2R    | A            | 2R           | 1R           | 2R   | 2R           | A            | A            | A    | A    | 4–6        |
| Miami                      | A    | A            | A            | A            | 2R    | 1R           | A            | 3R           | 2R    | A            | 3R           | 1R           | Q1   | 3R           | 1R           | Q2           | A    | A    | 7–8        |
| Monte Carlo                | A    | A            | A            | A            | A     | A            | 2R           | A            | 3R    | A            | 1R           | 2R           | A    | Q1           | A            | A            | A    | A    | 4–4        |
| Roma                       | A    | A            | A            | A            | A     | A            | A            | 1R           | CF    | 2R           | 1R           | 3R           | A    | Q2           | A            | A            | A    | A    | 6–5        |
| Hamburgo1                  | A    | A            | A            | A            | A     | A            | A            | A            | 1R    | 2R           | 1R           | 1R           | A    | Q1           | A            | A            | A    | A    | 1–4        |
| Canadá                     | A    | A            | A            | A            | A     | A            | A            | 1R           | 1R    | 1R           | 1R           | A            | A    | A            | A            | A            | A    | A    | 0–4        |
| Cincinnati                 | A    | A            | A            | A            | A     | A            | A            | A            | 1R    | 1R           | 1R           | A            | A    | A            | A            | A            | A    | A    | 0–3        |
| Madrid2                    | A    | A            | A            | A            | A     | 1R           | A            | F            | 2R    | 1R           | 2R           | Q2           | A    | A            | A            | A            | A    | A    | 6–5        |
| París                      | A    | A            | A            | A            | A     | A            | A            | 3R           | 3R    | 1R           | 1R           | Q2           | A    | A            | A            | A            | A    | A    | 2–4        |
| Victorias – Derrotas       | 0–0  | 0–0          | 0–0          | 0–0          | 1–1   | 1–3          | 1–1          | 8–5          | 6–9   | 2–6          | 4–9          | 3–5          | 1–1  | 3–2          | 0–1          | 0–0          | 0–0  | 0–0  | 30–43      |
| Representación Nacional    |      |              |              |              |       |              |              |              |       |              |              |              |      |              |              |              |      |      |            |
| Juegos Olímpicos           |      | No Disputado | No Disputado | No Disputado | 2R    | No Disputado | No Disputado | No Disputado | G     | No Disputado | No Disputado | No Disputado | 2R   | No Disputado | No Disputado | No Disputado |      | ND   | 8–2        |
| Copa Davis                 | Z1   |              | Z1           | PO           | PO    | PO           | Z1           |              | PO    | 1R           | CF           | 1R           | PO   | 1R           | CF           | 1R           |      |      | 22–12      |
| Düsseldorf                 |      |              |              |              | RR    |              |              | W            | W     | RR           | RR           | RR           |      |              |              |              |      | ND   | 10–7       |
| Total Victorias – Derrotas | 0–1  | 0–1          | 2–2          | 4–2          | 26–25 | 23–28        | 29–19        | 36–20        | 42–28 | 18–22        | 38–27        | 17–26        | 9–12 | 9–12         | 4–8          | 0–3          | 0–1  | 0–1  | 257–238    |
| Ranking de Fin de Año      | 882  | 583          | 188          | 97           | 87    | 80           | 56           | 12           | 19    | 66           | 44           | 79           | 76   | 112          | 186          | 450          | 618  | 873  | $3,962,360 |

## Filmografía
Nicolás Massú a lo largo de su carrera ha participado en televisión principalmente en programas deportivos y estelares. En 2013 tuvo una pequeña aparición en la teleserie Graduados de Chilevisión.

### Televisión
| Año  | Título    | Rol      | Canal       | Notas | Ref(s)        |
| ---- | --------- | -------- | ----------- | ----- | ------------- |
| 2013 | Graduados | Él mismo | Chilevisión | Cameo | [ 22 ] [ 23 ] |